# Július Šimon
Július Šimon (* 19. července 1965 Lučenec) je bývalý slovenský fotbalový záložník a reprezentant.

## Klubová kariéra
Július Šimon hrál za Poprad, DAC Dunajská Streda, 1. FC Košice, Spartak Trnava, Austrii Vídeň, SV Ried, Artmedii Bratislava, Wiener Sport-Club a Koba Senec. V evropských pohárech nastoupil v 7 utkáních.

## Ligová bilance
| Ročník                                   | Zápasy | Góly | Klub                |
| ---------------------------------------- | ------ | ---- | ------------------- |
| 1. československá fotbalová liga 1987/88 | 4      | 0    | DAC Dunajská Streda |
| 1. československá fotbalová liga 1988/89 | 22     | 3    | DAC Dunajská Streda |
| 1. československá fotbalová liga 1989/90 | 28     | 3    | DAC Dunajská Streda |
| 1. československá fotbalová liga 1990/91 | 24     | 4    | DAC Dunajská Streda |
| 1. československá fotbalová liga 1991/92 | 27     | 2    | DAC Dunajská Streda |
| 1. československá fotbalová liga 1992/93 | 27     | 8    | DAC Dunajská Streda |
| Corgoň liga 1993/94                      | 7      | 0    | DAC Dunajská Streda |
| Corgoň liga 1993/94                      | 21     | 6    | 1. FC Košice        |
| Corgoň liga 1994/95                      | 19     | 7    | 1. FC Košice        |
| Corgoň liga 1995/96                      | 29     | 10   | Spartak Trnava      |
| Corgoň liga 1996/97                      | 30     | 14   | Spartak Trnava      |
| Rakouská fotbalová Bundesliga 1997/98    | 33     | 9    | FK Austria Wien     |
| Rakouská fotbalová Bundesliga 1998/99    | 13     | 1    | FK Austria Wien     |
| Rakouská fotbalová Bundesliga 1998/99    | 6      | 0    | SV Ried             |
| Corgoň liga 1999/00                      | 12     | 3    | Artmedie Bratislava |
| Corgoň liga 1999/00                      | 14     | 6    | DAC Dunajská Streda |
| CELKEM                                   | -      | -    |                     |

## Reprezentace
Svůj první reprezentační gól zaznamenal Július Šimon v domácím kvalifikačním utkání na Tehelném poli 11. října 1995 proti Polsku. Šimon v 82. minutě uzavřel gólový účet zápasu, když zvyšoval na konečných 4:1 pro domácí.
Střelecky nejvydařenější utkání absolvoval 29. dubna 1997 proti reprezentaci Islandu, když na stadiónu v Trnavě nejprve v 36. minutě srovnával z pokutového kopu na 1:1 a v závěru přátelského utkání v 90. minutě stanovil konečné skóre 3:1.
Za reprezentaci Slovenska nastoupil v letech 1995–1997 celkem ve 23 utkáních a vstřelil 6 gólů.

### Reprezentační góly
Góly Júlia Šimona za A-mužstvo Slovenska:
| Gól | Datum        | Stadion    | Soupeř          | Skóre (min.) | Výsledek | Soutěž                   |
| --- | ------------ | ---------- | --------------- | ------------ | -------- | ------------------------ |
| 010 | 11. 10. 1995 | Bratislava | Polsko          | 04:1 0(82.)  | 4:1      | kvalifikace na Euro 1996 |
| 02  | 27. 3. 1996  | Nitra      | Bělorusko       | 01:0 0(24.)  | 4:0      | přátelské utkání         |
| 03  | 22. 9. 1996  | Bratislava | Malta           | 02:0 0(16.)  | 6:0      | kvalifikace na MS 1998   |
| 04  | 23. 10. 1996 | Bratislava | Faerské ostrovy | 03:0 0(57.)  | 3:0      | kvalifikace na MS 1998   |
| 05  | 29. 4. 1997  | Trnava     | Island          | 01:1 0(36.)  | 3:1      | přátelské utkání         |
| 06  | 29. 4. 1997  | Trnava     | Island          | 03:1 0(90.)  | 3:1      | přátelské utkání         |